# فرودگاه اوروکون
فرودگاه اوروکون (به انگلیسی: Aurukun Airport) یک فرودگاه همگانی با کد یاتا AUU است . این فرودگاه در کشور استرالیا قرار دارد و در ارتفاع ۹ متری از سطح دریا واقع شده‌است.

## شرکت‌های هواپیمایی و مقصدهای پروازی
| شرکت‌های هواپیمایی | مقصدهای پروازی                         |
| ----------------- | -------------------------------------- |
| Skytrans Airlines | کنز، Weipa، نورثرن پنینسولا، هرن آیلند |